# Helene Frühwirth
Pour les articles homonymes, voir Frühwirth.
Helene Valerie Frühwirth, née le 11 août 1983 à Vienne, est une coureuse cycliste autrichienne.

## Palmarès en VTT

### Championnats du monde
- Leogang 2013
  - 7e de four cross
- Leogang 2014
  - 4e de four cross
- Val di Sole 2015
  - 6e de four cross
- Val di Sole 2016
  - 8e de four cross
- Val di Sole 2017
  -  Médaillée de bronze du four cross

### Championnats d'Europe
- Graz 2003
  - 10e de cross-country
- Szczawno-Zdrój 2012
  - 5e du four cross
- Huskvarna 2016
  - 5e de cross-country

### Championnats d'Autriche
- 2000
  - 3e du championnat d'Autriche de descente
- 2002
  - 3e du championnat d'Autriche de descente
- 2003
  - 3e du championnat d'Autriche de descente
- 2008
  - 3e du championnat d'Autriche de descente
- 2011
  - 2e du championnat d'Autriche de descente
- 2013
  - 3e du championnat d'Autriche de descente
- 2016
  - 2e du championnat d'Autriche de descente
- 2019
  - 3e du championnat d'Autriche de descente

### Autres
- 2014
  - Commezzadura (4 Cross)
- 2015
  - Szczawno Zdroj (4 Cross)
  - Jablonec nad Nisou (4 Cross)